# Lloret de raquetes de Mindanao
El lloret de raquetes de Mindanao (Prioniturus waterstradti) és una espècie d'ocell de la família dels psitàcids. És endèmic de Mindanao on habita la selva humida de les muntanyes.

## Descripció

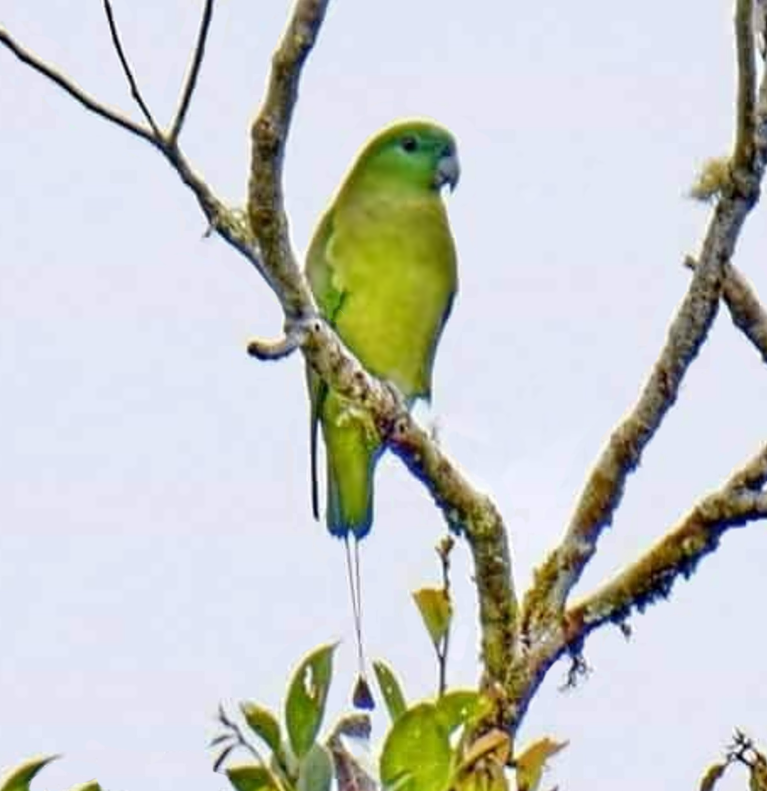

El lloret de raquetes de Mindanao és un lloro de mida mitjana. Les dues plomes centrals de la cua tenen tiges esteses que acaben en forma de raqueta (d'aquí el nom comú). En general és de color verd, més fosc a l'esquena i més pàl·lid a la part inferior, amb un verd més intens al cap i la cara blava. Comparteix distribució amb el lori de Mindanao (Saudareos johnstoniae), però és més gros i no té la cara ni el bec vermells. La veu inclou diversos xiscles nasals i un 'ra-giik!' metàl·lic aspre, sovint en vol. Se sap que vola baix sobre el bosc.

## Hàbitat i estat de conservació
Habita boscos montans humits tropicals a 820–2.700 m, però s'ha registrat a tan sols 450 m.
La UICN ha avaluat aquest ocell com a gairebé amenaçat, amb una població estimada en 3.300 individus madurs. Malgrat aquest nombre bastant baix i l'àrea de distribució limitada, es diu que és localment comú. En el bosc montà està menys amenaçat que en el bosc de terres baixes. La pèrdua de boscos pot representar una amenaça, però no es creu que tingui un impacte significatiu dins de la distribució altitudinal d'aquesta espècie. Molts lloros de la regió es veuen afectats per la caça comercial, però no es coneixen l'impacte sobre aquesta espècie.

## Ecologia i comportament
No hi ha estudis sobre la dieta i cria. Es presumeix que segueix una dieta típica dels llorets de raqueta (Prioniturus) que inclou baies, llavors i fruits secs. Com la resta de llorets de raquetes, nien a cavitats. No se sap gaire més sobre els hàbits de cria i la dieta.

## Taxonomia
Anteriorment era coespecífic amb el lloret de raquetes muntanyenc (P. montanus).
Es reconeixen dues subespècies:
- P. w. waterstradti (Rothschild,1904) – sud-est de Mindanao; el dors és més marró
- P. w. malindangensis (Mearns, 1909) – oest de Mindanao; blau més pàl·lid a la coroneta i la cara.